# Primera División femenina de balonmano
La Primera División femenina de balonmano fue como se denominaba la División de Honor española entre el 1952 y 1981. Además, fue el segundo nivel del sistema de ligas de balonmano femenino de España hasta 2010, año que pasó a denominarse División de Honor Plata.
La primera división nacional se inauguró con una fase entre 12 equipos celebrada en Valladolid, en el Pabellón Huerta del Rey donde se proclamó campeón el equipo vasco del Zarauz.
La última temporada, la 2009-2010 vio proclamarse campeón al Balonmano Monovar Urbacasas, que subió a División de Honor acompañado por el Balonmano Roquetas.

## Historial
| Temporada |    | Grupos | Equipos | Campeón                               | Ascienden a División de Honor                                                    |
| --------- | -- | ------ | ------- | ------------------------------------- | -------------------------------------------------------------------------------- |
| 1982-83   | 1  | 2      | 12      | Balonmano Zarauz                      | Balonmano Zarauz                                                                 |
| 1983-84   | 2  |        |         | Amadeo Tortajada                      | Amadeo Tortajada, Universitario de Valladolid                                    |
| 1984-85   | 3  |        |         | G.E. Citroën                          | G.E. Citroën, Barakaldo                                                          |
| 1985-86   | 4  | 7      | 47      | Tirma Gran Canaria                    | Tirma Gran Canaria y E.M.T. Pegaso                                               |
| 1986-87   | 5  | 6      | 45      | Dulciora Universidad de Léon          | Dulciora Universidad de Léon, A.D. Vifirehati                                    |
| 1987-88   | 6  | 6      | 39      | Comercial de Pescados A y R de Getafe | Comercial de Pescados A y R de Getafe, C.C.S. Gracia                             |
| 1988-89   | 7  | 4      | 34      | C.B. Complutense                      | C.B. Complutense, Bm. Remudas Isla Gran Canaria                                  |
| 1989-90   | 8  | 2      | 24      | A.D. Vifirehati                       | A.D. Vifirehati, Corteblanco Bidebieta                                           |
| 1990-91   | 9  | 2      | 24      | Eurobridas Tritécnica Zaragoza        | Eurobridas Tritécnica Zaragoza, Unión Alicantina                                 |
| 1991-92   | 10 | 3      | 29      | C.D. Universidad de Valladolid        | C.D. Universidad de Valladolid, Bm. Femenino Elda Prestigio, Juventud Alcalá     |
| 1992-93   | 11 | 3      | 32      | Tahiche Costa Teguise                 | Tahiche Costa Teguise, E. Molins de Rei, Balonmano Elche                         |
| 1993-94   | 12 | 3      | 36      | Bm. Femenino Bilbao                   | Bm. Femenino Bilbao                                                              |
| 1994-95   | 13 | 4      | 31      | Oberena                               | Oberena, Bm. Fem Málaga Costa del Sol                                            |
| 1995-96   | 14 | 4      | 28      | Ciudad Las Palmas G.C-Calvo Sotelo    | Ciudad Las Palmas G.C-Calvo Sotelo, Bm. El Goro, Golosinas FINI Molina           |
| 1996-97   | 15 |        |         | Balonmano Alicante                    | Balonmano Alicante, Balonmano Porriño                                            |
| 1997-98   | 16 |        |         | Vicar Goya Uberam                     | Vicar Goya Uberam, BM. El Goro, A. Lleidatana d'handbol                          |
| 1998-99   | 17 | 3      | 35      | C.E.H. Maritim                        | C.E.H. Maritim, Medicentro Gijón Bm., ASISA Málaga Costa del Sol                 |
| 1999-00   | 18 | 3      | 36      | Bm. Alucine ALSER Sagunto             | Bm. Alucine ALSER Sagunto, C. Bm. Getasur                                        |
| 2000-01   | 19 | 3      | 36      | Bm. Mar de Alicante                   | Bm. Mar de Alicante, Bm. Elche Parque Industrial, Resinfer Maritim, Bm. Montcada |
| 2001-02   | 20 | 3      | 36      | Bm. Iznalloz                          | Bm. Iznalloz, H. Arrahona Gapsa.                                                 |
| 2002-03   | 21 | 3      | 35      | Valencia Villegas Maritim             | Valencia Villegas Maritim                                                        |
| 2003-04   | 22 | 3      | 36      | León Bm (CLEBA)                       | León Bm, E. Castelldefels                                                        |
| 2004-05   | 23 | 3      | 35      | Bm. Roquetas                          | Bm. Roquetas, Bm. Elche Mustang                                                  |
| 2005-06   | 24 | 3      | 36      | Marina Park                           | Marina Park, Quintercon Perdoma                                                  |
| 2006-07   | 25 | 3      | 36      | Bm. Elche Mustang                     | Bm. Elche Mustang, Promociones Paraíso                                           |
| 2007-08   | 26 |        |         | Gran Monovar Ecociudad Mediterránea   |                                                                                  |
| 2008-09   | 27 |        |         |                                       |                                                                                  |
| 2009-10   | 28 | 3      | 36      | Bm. Monovar Urbacasas                 | Bm. Monovar Urbacasas, Bm. Roquetas                                              |